# بت چین
بت چین نام آلبوم موسیقی سنتی ایرانی با صدای محمدرضا شجریان است. در این آلبوم تصانیف قدیمی که شجریان پیش از انقلاب خوانده بود در یک مجموعه قرار گرفته و توسط شرکت کلتکس رکوردز منتشر شده است.  نبایستی این مجموعه را با آلبوم گلبانگ ۱ (بت چین) اشتباه گرفت. برخی از این تصانیف را شجریان در آلبوم‎های دیگر خود نیز با موسیقی متفاوتی اجرا کرده و اما بایستی در نظر داشت که این اجراها با یکدیگر تفاوت دارند. 

## فهرست آهنگ‌ها[۲]
| ردیف | نام آهنگ    | شعر                 | آهنگ         | تنظیم           | زمان  | اجرا                                                     |
| ۱    | بت چین      | علی‌اکبر شیدا        | علی‌اکبر شیدا |                 | ۰۸:۰۶ | گروه شیدا به سرپرستی محمدرضا لطفی                        |
| ۲    | دل شیدا     | باباطاهر            | علی‌اکبر شیدا |                 | ۰۶:۵۲ | گروه شیدا به سرپرستی محمدرضا لطفی                        |
| ۳    | به یاد عارف | هوشنگ ابتهاج (سایه) | محمدرضا لطفی | جواد معروفی     | ۰۷:۰۸ | ارکستر رادیو تلویزیون ملی ایران به رهبری فریدون شهبازیان |
| ۴    | ناز لیلی    | طبیب اصفهانی        | محمدرضا لطفی | جواد معروفی     | ۰۷:۳۰ | ارکستر رادیو تلویزیون ملی ایران به رهبری فرهاد فخرالدینی |
| ۵    | داروگ       | نیما یوشیج          | محمدرضا لطفی | فرهاد فخرالدینی | ۰۶:۰۹ | ارکستر رادیو تلویزیون ملی ایران به رهبری فرهاد فخرالدینی |
| ۶    | خسرو خوبان  |                     |              |                 | ۰۳:۱۵ | گروه شیدا به سرپرستی محمدرضا لطفی                        |
| ۷    | باغ نظر     | سعدی                | قدیمی        | فرامرز پایور    | ۰۶:۰۴ | گروه بهاری                                               |
| ۸    | راه‌نشین     |                     |              |                 | ۰۵:۱۴ | گروه شهناز                                               |
| ۹    | میخانه      |                     |              |                 | ۰۳:۲۰ | گروه شهناز                                               |
| ۱۰   | صبحدم       | ملک الشعراء بهار    | درویش خان    |                 | ۰۵:۰۶ | گروه شهناز                                               |